# Droga magistralna M6 (Białoruś)
Droga magistralna M6 (biał. Магістраль М6, Мінск — Гродна — мяжа Рэспублікі Польшча (Брузгі), ros. Магистраль М6) – trasa szybkiego ruchu na Białorusi. Łączy stolicę kraju (Mińsk) z Grodnem i granicą polsko-białoruską w Bruzgach.